# Gränsjön (Glava socken, Värmland)
Gränsjön är en sjö i Arvika kommun i Värmland och ingår i Göta älvs huvudavrinningsområde. Sjön har en area på 0,515 kvadratkilometer och ligger 151,4 meter över havet.

## Delavrinningsområde
Gränsjön ingår i det delavrinningsområde (660249-131018) som SMHI kallar för Utloppet av Stora Gla. Medelhöjden är 169 meter över havet och ytan är 85,78 kvadratkilometer. Räknas de 19 avrinningsområdena uppströms in blir den ackumulerade arean 275,48 kvadratkilometer. Glasälven (Sörbohedsälven) som avvattnar avrinningsområdet har biflödesordning 3, vilket innebär att vattnet flödar genom totalt 3 vattendrag innan det når havet efter 269 kilometer. Avrinningsområdet består mestadels av skog (52 procent). Avrinningsområdet har 34,94 kvadratkilometer vattenytor vilket ger det en sjöprocent på 40,7 procent.